# 八十年戰爭
八十年戰爭（荷蘭語：Tachtigjarige Oorlog），又稱為荷蘭起義（荷蘭語：Nederlandse Opstand）、法蘭德斯戰爭（西班牙語：Guerra de Flandes），是一場哈布斯堡尼德蘭（或西屬尼德蘭）與西班牙帝國於1568年至1648年期間爆發的戰爭，其中於1609年—1621年之間存在了12年的和平時期（稱為「十二年休戰」）。八十年戰爭過後尼德蘭七省聯邦共和國獨立，成為「荷蘭共和國」，因此八十年戰爭也被認為是荷蘭獨立戰爭。
初始階段，西班牙腓力二世的軍隊收復了大部分反叛的省份。然而，在被放逐的威廉一世的領導下，北方各省繼續他們的抵抗，並成功地驅逐了哈布斯堡王朝的軍隊，並於1581年，成立了尼德蘭七省聯邦共和國。 共和國的心臟地帶的威脅解除了，不過戰爭持續在其他區域進行。
1609年簽訂十二年的休戰協定，雙方在海外的掠奪爭戰從未停止。1621年，停戰協定屆滿，尼德蘭七省聯邦共和國與西班牙帝國之間的戰爭又起，就和歐洲各國在1619年啟動的三十年戰爭時間重疊。最終，達成1648年的「明斯特和約」（該條約是「威斯特伐利亞和約」的一部分），尼德蘭七省聯邦共和國正式被確認為一個獨立的國家，成為「荷蘭共和國」。
荷蘭共和國與西班牙帝國經歷了這場八十年战争，对后来的英國內戰和美国独立，也都产生了重要影响。

## 戰爭原因
在戰爭前十年，荷蘭已經越來越不滿西班牙哈布斯堡王朝的統治，其中重要原因之一是西班牙對荷蘭人的重敛苛稅，且哈布斯堡王室的規模阻礙了來自西班牙政府的支援和管理。
西班牙也實施嚴格的天主教會統轄政策，並以西班牙宗教裁判所強制執行。在當時的宗教改革運動產生了許多新教教派，在十七省有許多追隨者。包括馬丁·路德的德意志宗教改革、荷蘭改革者門諾·西門的再洗禮派以及荷蘭改革教會的約翰·喀爾文的教義。這些發展導致了西元1566年的聖像破壞運動，此反對崇拜偶像的憤怒使眾多北歐教堂拆除天主教的雕像和其他天主教裝飾。

### 歷史背景
由于欧洲各個王室家族之间相互联姻和继承，今天欧洲版图上的各国自古就有千丝万缕的联系。1516年，来自荷兰根特（今属比利时）的查理王子继承了费迪南和伊莎贝拉的王位，史称查理五世。
查理五世来自欧洲著名的哈布斯堡家族。他虽然来自荷兰，但在镇压了西班牙各地的叛乱后已经完全被西班牙所接納。查理五世最后留下的名言是「對主保聖人祈禱時，講西班牙語；只有喊狗喊馬時，我才講荷兰语。」而此时，被河流和运河分割而形成的17个尼德蘭行省，实际上是西班牙疆域的一部分。
他的儿子腓力二世继承西班牙王位后，继续统治荷兰。但“無代表，不納稅”的思想开始在荷兰流传，1560年代，荷兰贵族就在威廉一世的率领下开始了反抗，在1568年到1648年打了一场长期的独立战争。對西班牙来说，这是一次内战，交战的雙方為西班牙哈布斯堡家族的天主教王室和受到路德派和喀尔文派影响的荷兰新教基督徒。

## 戰爭過程

### 起義和鎮壓（1566-1609）
尼德兰（即现在的荷兰）各省为摆脱西班牙的统治而进行的长期武装斗争。
1555年，神圣罗马帝国皇帝查理五世将尼德兰赐给其子、西班牙国王腓力二世。由于腓力二世坚持推行哈布斯堡家族一贯奉行的战争，重税和集权政策，并同一直图谋自治的尼德兰三级会议相对抗。
1559年，腓力二世从尼德兰回到西班牙，坐镇马德里发号施令，从而更加激起荷兰人的不满。
1562年，佛兰德和布拉班特爆发了小规模起义。为加强对尼德兰的控制，阿尔瓦公爵秉承腓力二世的旨意在布鲁塞尔实施恐怖统治。
1568年1-4月，荷兰省和泽兰爆发起义，奥兰治亲王、拿骚的威廉·范·奥兰治（沉默者威廉）（1533-1584）组建一支荷兰军队，从而开始了一场持久的、时起时伏的独立战争。
喀尔文派的游击队、“丐军”开始在陆上和海上不断进行袭击和抢劫活动。同年5月25日，拿骚的路易（Louis of Nassau，1538-1574）指挥的一支荷兰人小部队在海利赫莱（Heiligerlee）首战告捷，但同年7月在耶明根（Jemmingen）之战中受挫。然而，“乞丐军”的活动仍非常频繁，他们封锁了布鲁塞尔的出海口。

### 反叛（1572-1576）
1572年4月1日，“丐军”攻占了鹿特丹以西的布里尔港（Bril）随后又陆续占领了一些城市。同年，奥兰治亲王、拿骚的“沉默者”威廉被推选为联合省共和国执政。至此，荷兰人占领了布鲁塞尔附近的所有地区。
1574年，西班牙军队围攻莱顿未果。同年4月，拿骚的路易斯在莫克荒原之战中兵败被杀。后来，尼德兰南方各省按照1576年根特协定（Pacification of Ghent）与北方联合，以驱逐西班牙军队。西班牙新任总督亚历山大·法尔内塞遂卒军重新征服南方各省。

### 復位和再征服（1579–1588）
1579年，南方各省接受安抚，结成阿拉斯同盟（Union of Arras），向西班牙人妥协；北方各省则于同年成立联省共和国（United Provinces，即乌特勒支同盟），进而谋求更大程度的自治。
1581年，位于低地國家（今天荷兰、比利时）等地的七個行省联合起来，宣布成立「尼德兰七省共和国」（De Republiek der Zeven Verenigde Nederlanden），开始对西班牙海外据点发动攻击。
由于西班牙军队准备消灭新生的共和国，沉默者威廉向法国求援，心怀叵测的安茹公爵弗朗索瓦答应相助，但安茹公爵的真正用心在于控制尼德兰。
1584年，威廉遭暗杀，西班牙人重新控制佛兰德和布拉班特，迫使迁都海牙。
1586年，莱斯特伯爵罗伯特·达德利率领一支英国远征军进入尼德兰，援助荷兰人，但未能扭转局势而撤走。联合省遂决心在其新执政、沉默者威廉之子毛里茨亲王的率领下单独作战。后因西班牙人忙于其它战事（见西班牙无敌舰队；西葡战争），无暇进行北尼德兰战争出现暂时的、非正式的休战状态，但不久这种局面又被打破。

### 僵局和妥協（1588-1609）
1600年，莫里斯率军发动攻势，并赢得尼乌波特战役的胜利。
1601-1604年，西班牙军队围攻并占领奥斯坦德。疲于征战的西班牙人被迫于1609年签署12年停战协定，事实上承认了联合省共和国的独立。由于荷兰省在联合省共和国的经济和政治地位十分重要，故亦称荷兰共和国。
1599 年至 1609 年是西班牙帝國與新興荷蘭共和國之間八十年戰爭（約 1568 年至 1648 年）的一個階段。 在此之後的十年（1588-1598）中，荷蘭國家軍隊在拿騷總督莫里斯和拿騷-迪倫堡的威廉·路易斯的領導下進行了重大征服，並以十二年休戰（1609- 1621）的結束而結束）於 1609 年 4 月 9 日。1599 年至 1609 年期間總體上處於僵局。 著名的尼烏波特戰役（1600 年）為荷蘭人帶來了戰術上的勝利，但沒有長期收益，而西班牙人在奧斯坦德圍城戰（1601-1604 年）和斯皮諾拉的1605 -1606 年戰役中的征服卻被荷蘭人有效地平衡了。荷蘭海軍在直布羅陀海戰（1607 年）中取得勝利，同年西班牙國家破產財務困難是促使荷蘭人、尤其是西班牙人走上談判桌尋求停火的主要原因之一。

### 十二年休戰（1609–1621）

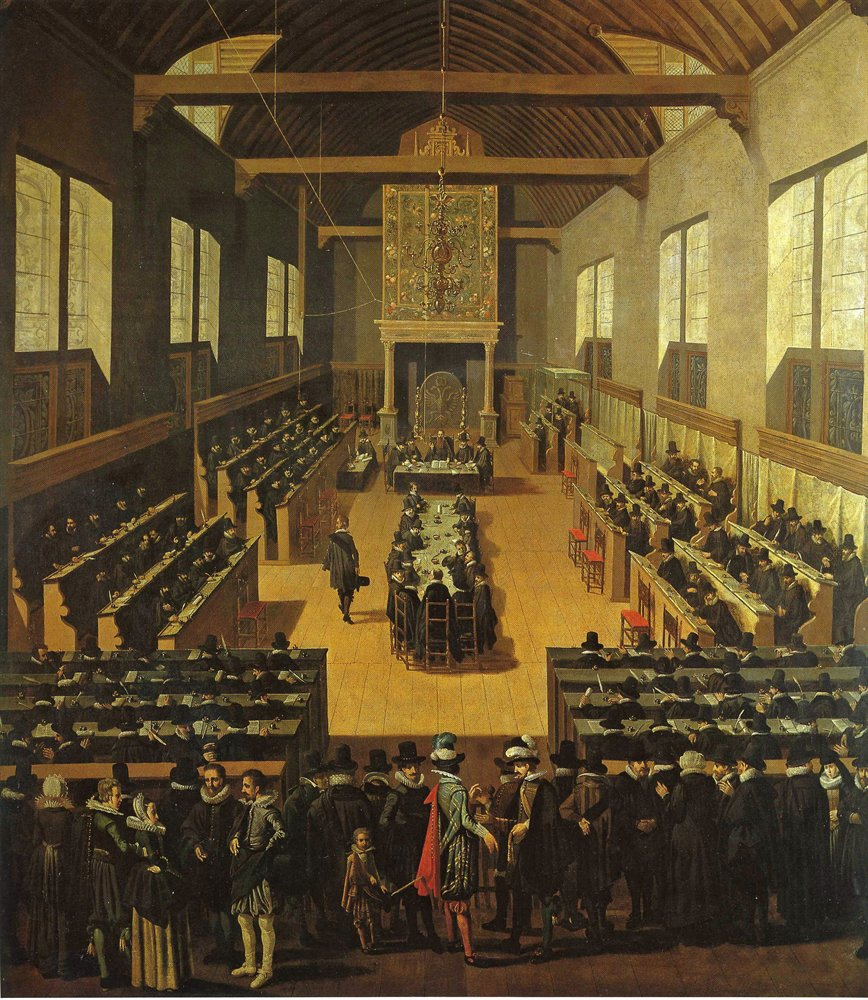
多特會議

軍事維持和貿易減少使西班牙和荷蘭共和國都面臨財政壓力。 為了緩和局勢，1609 年 4 月 9 日在安特衛普簽署了停火協議，標誌著荷蘭起義的結束和十二年休戰的開始。 對荷蘭倡議者約翰·凡·奧爾登巴內維爾特來說，這項休戰的締結是重大的外交政變，因為西班牙透過締結該條約，正式承認了共和國的獨立。 在西班牙，停戰被視為重大恥辱——她遭受了政治、軍事和意識形態的失敗，對其威望的侮辱是巨大的。關閉斯海爾德河以禁止進出安特衛普，以及接受荷蘭在西班牙和葡萄牙殖民海上航道上的商業活動只是西班牙人反對的幾個問題。
儘管國際層面和平，荷蘭國內事務卻陷入政治動盪。 最初的神學爭論導致了抗議者（阿民念派）和反抗議者（戈馬主義者）之間的騷亂。 一般來說，攝政王會支持前者，平民會支持後者。 就連政府也介入其中，奧爾登巴內維爾特站在抗議者這邊，而拿騷總督莫里斯則站在反對者這邊。 最終，多特主教會議譴責抗議者為異端，並將他們逐出國家公共教會。 範·奧爾登巴內維爾特和他的盟友吉爾斯·範·萊登伯格被判死刑，而另外兩名抗議者盟友朗布特·霍格貝茨和雨果·格老秀斯則被判終身監禁。

### 最終階段（1621-1648）

#### 荷蘭的干預（1619-1621）
1621 年至 1648 年是西班牙帝國與新興荷蘭共和國之間八十年戰爭（約 1568 年至 1648 年）的最後階段。 它始於十二年休戰協議（1609-1621）到期，並於 1648 年以《明斯特和約》結束。
儘管荷蘭人和西班牙人在於利希-克利夫斯貝格的於利希王位繼承戰爭（1609 年6 月– 1610 年10 月；1614 年5 月– 1614 年10 月）中都捲入了對立的雙方，但他們小心翼翼地避開對方，因此敵對行動從未蔓延回來。然而，談判最終和平的嘗試也失敗了，戰爭如預期於 1621 年重新開始。從本質上講，它成為了更廣泛的三十年戰爭的一個側面戰區，這場戰爭已經隨著1618 年神聖羅馬帝國東部地區（波希米亞和奧地利）爆發的波西米亞起義而爆發，使中歐新教聯盟與天主教聯盟展開對立，儘管這兩種衝突從未完全融合。經過幾次來回——尤其是西班牙人於1625 年征服了布雷達，但荷蘭人於1637 年將其奪回——荷蘭共和國最終征服了東部邊界的奧爾登扎爾（Oldenzaal，1626 ） 和格羅恩洛（Groenlo，1627） 堡壘，

#### 圍攻共和國（1621-1639）
1621年，荷兰人乘西班牙卷入三十年战争之机，重新开战，并不断赢得胜利。
1626年斯皮诺拉侯爵率领的西班牙军队重占布雷达；
1628年，荷兰舰队在古巴海面俘获一支西班牙装运银子的船队；
1632年，荷兰军队攻占马斯特里赫特；
1639年，马顿·特罗普率领的荷兰舰队在唐斯海战重创西班牙舰队。在荷兰军队不断打击下，西班牙被迫进行和谈。

## 戰爭結束

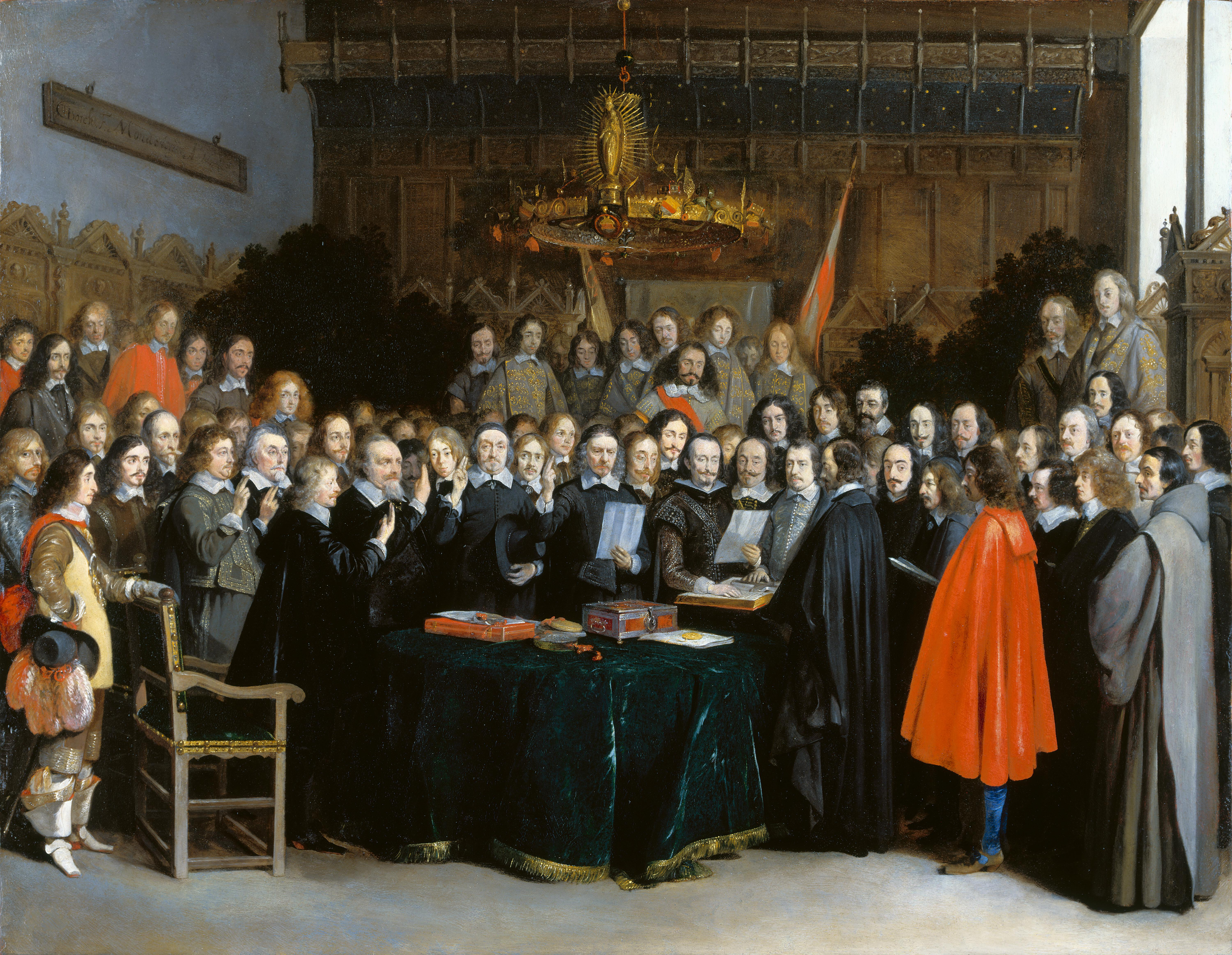
簽訂威斯特法倫條約

西班牙与共和国之间的谈判于1646年1月正式开始，这是交战各方在三十年战争中进行更为全面的和平谈判的一部分。总干事派出了来自几个省的八名代表，因为没有人相信其他省份能够充分代表他们。其中有上愛塞省的威廉·凡·里珀達（Willem van Ripperda），菲士蘭省的弗蘭斯·凡·多尼（Frans van Doni），格罗宁根的阿德里安·克蘭特（Adriaen Clant tot Stedum）、阿德里安·鮑爾（Adriaen Pauw）和揚·凡·馬森斯（Jan van Mathenesse）、巴特爾德·凡·根特（Barthold van Gent）、泽兰省的約翰·凡·諾伊特（Johan de Knuyt）。西班牙代表团由佩纳兰达伯爵加斯帕爾·德·布拉卡蒙特领导。谈判在明斯特的「尼德兰之家」举行。1648年，双方签订了威斯特伐利亚和约，结束了八十年战争和三十年战争。依约，尼德兰南方各省仍为西属尼德兰。
荷兰和西班牙代表团很快就“十二年停战”案文达成了协议。因此，它确认了西班牙对荷兰独立的承认。荷兰的要求（关闭斯海尔德河，切断Meierij，荷兰在印度和美洲的正式征服，以及解除西班牙的禁运）都得到了普遍满足。然而，主要政党之间的一般谈判仍在继续，因为法国不断提出新的要求。因此，最终决定将共和国与西班牙之间的和平与全面和平谈判分开。这使得双方能够在技术上得出结论是一个单独的和平（法国认为这违反了1635年与共和国的联盟条约）。
该条约的案文（共79条）于1648年1月30日确定。然后将其送交校长（西班牙国王費利佩四世和国家将军）批准。 4月4日，五个省投票批准。乌特勒支最终屈服于其他省份的压力，但泽兰坚持并拒绝签署。最终决定在没有泽兰同意的情况下批准和平。和平会议的代表在1648年5月15日宣布了宣誓的和平。

## 影響

### 全歐範圍
八十年戰爭（約 1568-1648）的後果對低地國家、西班牙帝國、神聖羅馬帝國以及其他國家產生了深遠的軍事、政治、社會經濟、宗教和文化影響。歐洲地區和歐洲海外殖民地。 根據《明斯特與約》（1648 年5 月15 日），哈布斯堡王朝的尼德蘭一分為二，北部新教統治的荷蘭成為荷蘭共和國，獨立於西班牙和神聖羅馬帝國，而南部天主教統治的西屬尼德蘭仍處於統治之下。西班牙哈布斯堡王朝主權。 西班牙帝國和荷蘭南部在財政和人口上都遭到了破壞，政治和經濟都在衰落，而荷蘭共和國卻成為了全球商業強國，並為其上層和中產階級實現了高度繁榮，被稱為荷蘭黃金時代，儘管仍然存在巨大的社會經濟、地理和宗教不平等和問題，以及內部和外部政治、軍事和宗教衝突。

### 新邊界
荷兰共和国在西班牙荷兰取得了一些有限的领土收益，但没有成功恢复1590年之前失去的整个领土。因此，战争的最终结果是哈布斯堡荷兰永久性分裂为两部分：共和国的领土大致对应现今的荷兰，西班牙荷兰大致相当于今天的比利时，卢森堡和法國北部-加萊海峽。在海外，荷兰共和国通过其两家特许公司的中介机构获得了联合东印度公司（VOC）和荷兰西印度公司的重要殖民地财产，主要是以葡萄牙为代价。和平解决方案正式将荷兰共和国与神圣罗马帝国分开。在冲突过程中，由于其财政军事创新，荷兰共和国成为大国，而西班牙帝国则失去了欧洲的霸权地位。

### 引用
1. ↑  叛亂的北方省份與烏特勒支聯盟於1579 年1 月23 日建立了新生的政治組織，[1][2] 之後是 1581 年 7 月 26 日的誓約法案，宣布「事實上」從西班牙獨立，[3]1588 年 4 月 12 日批准“弗蘭肯的扣除”，最終成為共和國。[4]
2. ↑  隨著1576 年11 月8 日的根特平定，除盧森堡之外的十七個省的總督成功地發起了一場天主教與新教聯合的政治和軍事叛亂，反對[5]但各種政治、宗教和軍事情況導致這一聯盟在1579 年崩潰，這一年荷蘭被一分為二，南方的天主教省份於 1 月 6 日加入阿拉斯聯盟，北部的新教省份（一般而言）於 1 月 23 日加入烏得勒支聯盟。 南部省份將再次置於西班牙政府的控制之下，而北部省份將重申其針對西班牙的政治和軍事聯盟。[6][7]
3. ↑  1576 年 11 月 8 日的根特平定之後，荷蘭叛亂省份成功地對西班牙發起了政治和軍事聯合叛亂。[8]
4. ↑  1576年，在沉默者威廉安茹公爵弗朗西斯的建議下，總督致電請求他的保護。 1578年安茹在荷蘭南部與法國軍隊進行干預，但沒有取得預期效果並撤退。 在接下來的幾年裡，他再次入侵荷蘭南部，並於 1581 年 1 月 23 日，安茹和總督批准了普萊西萊圖爾條約，同意他在該地區的統治。 1583 年，他的軍隊多次遭到失敗，他對荷蘭的干預結束.[9][10]
5. ↑  1640 年葡萄牙叛亂爆發後，1641 年 6 月 12 日，荷蘭共和國和葡萄牙在損害西班牙利益的情況下達成了停戰和聯盟協議海牙條約。[11] 但這項協議僅限於歐洲，從而使荷蘭人和葡萄牙人在殖民地的鬥爭繼續下去[12]
6. ↑  1580年代與西班牙建立王朝聯盟後，葡萄牙捲入了與英國、法國和荷蘭共和國的衝突，這些國家也開始向海外擴張。[13]
7. ↑  在三十年戰爭期間，神聖羅馬帝國於1629年、1632年和1635年在低地國家前線以帝國軍隊支持西班牙，儘管它從未直接對荷蘭共和國發動戰爭。[14]
8. ↑  即荷蘭共和國前身，荷蘭（Holland）當時是聯邦七省之一。

### 來源
1. ↑  Groenveld 2009，第16–17頁.
2. ↑  Groenveld 2009，第10 –11頁.
3. ↑  Groenveld 2009，第18–19頁.
4. ↑  Groenveld 2009，第21頁.
5. ↑  van der Lem 1995，第第四章頁.
6. ↑  Marek y Villarino de Brugge 2020b，v. II pp. 95-124.
7. ↑  van der Lem 1995，第Chapter V頁.
8. ↑  van der Lem 1995，第Chapter IV頁.
9. ↑  Gallegos Vázquez, Federico. . Guerra, derecho y política: Aproximaciones a una interacción inevitable (España). 2014: 45–64  [2024-02-15]. ISBN 978-84-617-1675-3. （原始内容存档于2023-11-22） （西班牙语）.
10. ↑  . Diccionario Biográfico Español. Real Academia de la Historia.   [10 October 2023]. （原始内容存档于2024-01-22） （西班牙语）.
11. ↑  Fernández Duro, Cesáreo.  IV. Madrid, España: Instituto de Historia y Cultura Naval. 1900: 269  [2024-02-15]. （原始内容存档于2023-06-24） （西班牙语）.
12. ↑  Aleixandre Tena, Francisca. . Saitabi: Revista de la Facultat de Geografia i Història (Valencia, España). 1967, (17): 95–96  [2024-02-15]. ISSN 0210-9980. （原始内容存档于2023-11-22） （西班牙语）.
13. ↑  Anderson, James Maxwell. . Greenwood Publishing Group. 2000: 105. ISBN 0-313-31106-4.
14. ↑  van Nimwegen, Olaf. . Woodbridge, UK: The Boydell Press. 2010: 217–234, 247–248. ISBN 978-1-84383-575-2.
15. ↑  . 新浪网. 2010-07-11  [2020-07-11]. （原始内容存档于2020-07-11）.
16. ↑  . 故事. 2015-08-01  [2016-04-20]. （原始内容存档于2016-04-24）.

### 延伸阅读
- Bengoa, José. . Santiago: Catalonia. 2003. ISBN 956-8303-02-2 （西班牙语）.
- Gelderen, M. van (2002), The Political Thought of the Dutch Revolt 1555–1590, Cambridge University Press, ISBN 0-521-89163-9
- Glete, J. (2002),War and the State in Early Modern Europe. Spain, the Dutch Republic and Sweden as Fiscal-Military States, 1500–1660, Routledge, ISBN 0-415-22645-7
- Israel, Jonathan (1989), Dutch Primacy in World Trade, 1585–1740, Clarendon Press, ISBN 0-19-821139-2
- Israel, Jonathan (1990), Empires and Entrepôts: The Dutch, the Spanish Monarchy, and the Jews, 1585–1713, Continuum International Publishing Group, ISBN 1-85285-022-1
- Israel, Jonathan (1995), The Dutch Republic: Its Rise, Greatness, and Fall 1477–1806, Clarendon Press, Oxford, ISBN 0-19-873072-1
- Koenigsberger, H.G. (2007) [2001], Monarchies, States Generals and Parliaments: The Netherlands in the Fifteenth and Sixteenth Centuries, Cambridge University Press, ISBN 978-0-521-04437-0
- Parker, G. (2004) The Army of Flanders and the Spanish Road 1567–1659. Second edition. Cambridge University Press, ISBN 978-0-521-54392-7 paperback
- Scammel, G.V. (1989) The First Imperial Age: European Overseas Expansion c. 1400–1715. Routledge.
- Tracy, J.D. (2008), The Founding of the Dutch Republic: War, Finance, and Politics in Holland 1572–1588, Oxford University Press, ISBN 978-0-19-920911-8